# Paradelphomyia pleuralis
Paradelphomyia pleuralis là một loài ruồi trong họ Limoniidae. Chúng phân bố ở miền Tân bắc.